# André Le Nôtre
André Le Nôtre (París, 12 de marzo de 1613-ibídem, 15 de septiembre de 1700) fue jardinero del rey Luis XIV desde 1645 hasta 1700, cuando se encargó de diseñar los jardines del palacio de Versalles, del palacio de Vaux-le-Vicomte y de Chantilly. Fue un conocido cortesano que gozó de la amistad y afecto de Luis XIV. Fue el diseñador de numerosos jardines a la francesa. Su padre, Jean Le Nôtre, había sido jardinero del rey Luis XIII.
Interesado especialmente por la perspectiva y las ilusiones ópticas, trabajó como supervisor de los jardines y, alrededor de los 40 años, realizó su primera obra, junto con el arquitecto Luis Le Vau y el pintor y escultor Charles Le Brun.

## Biografía

### Un porvenir de jardinero

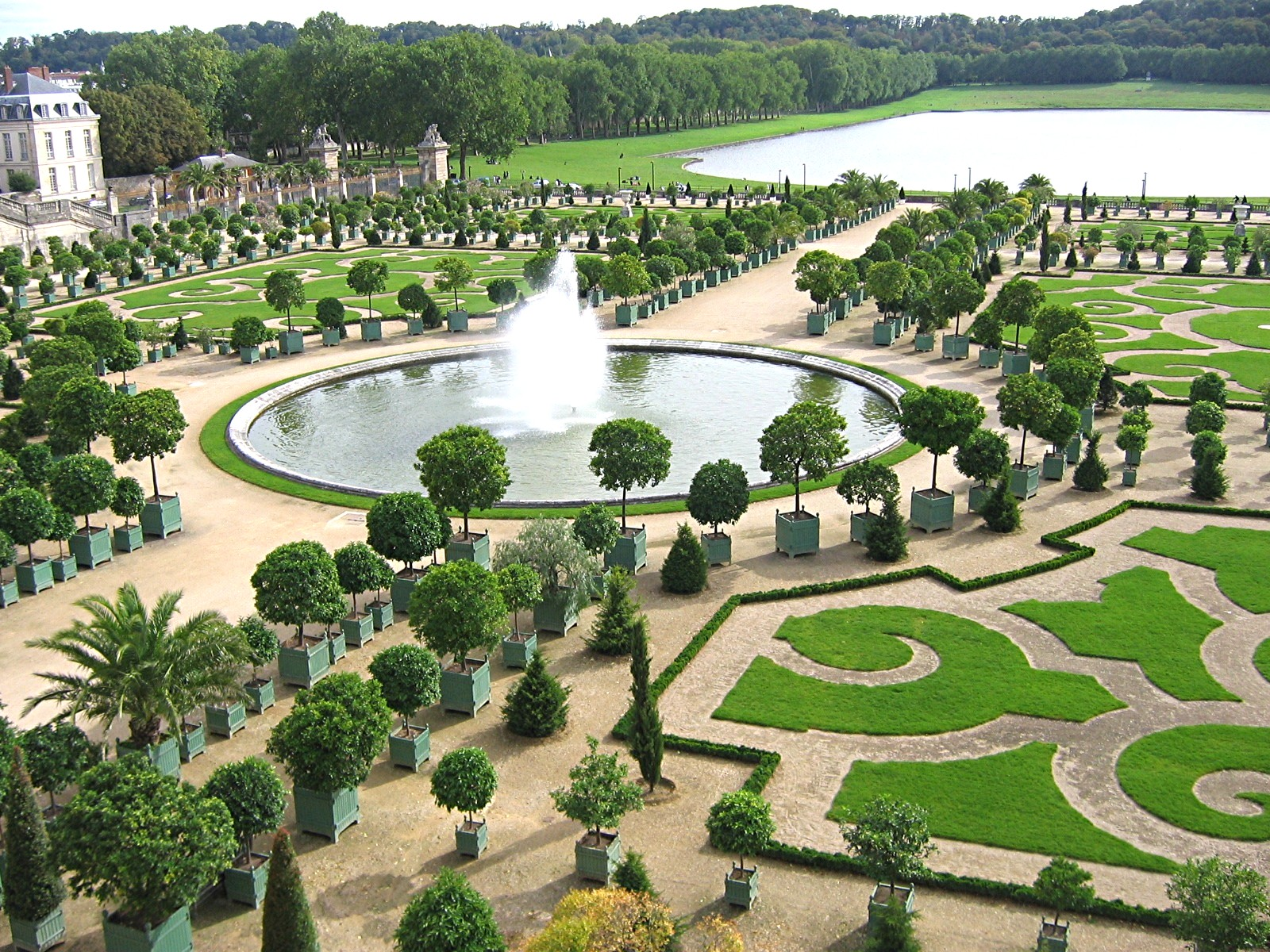
Palacio de Versalles.

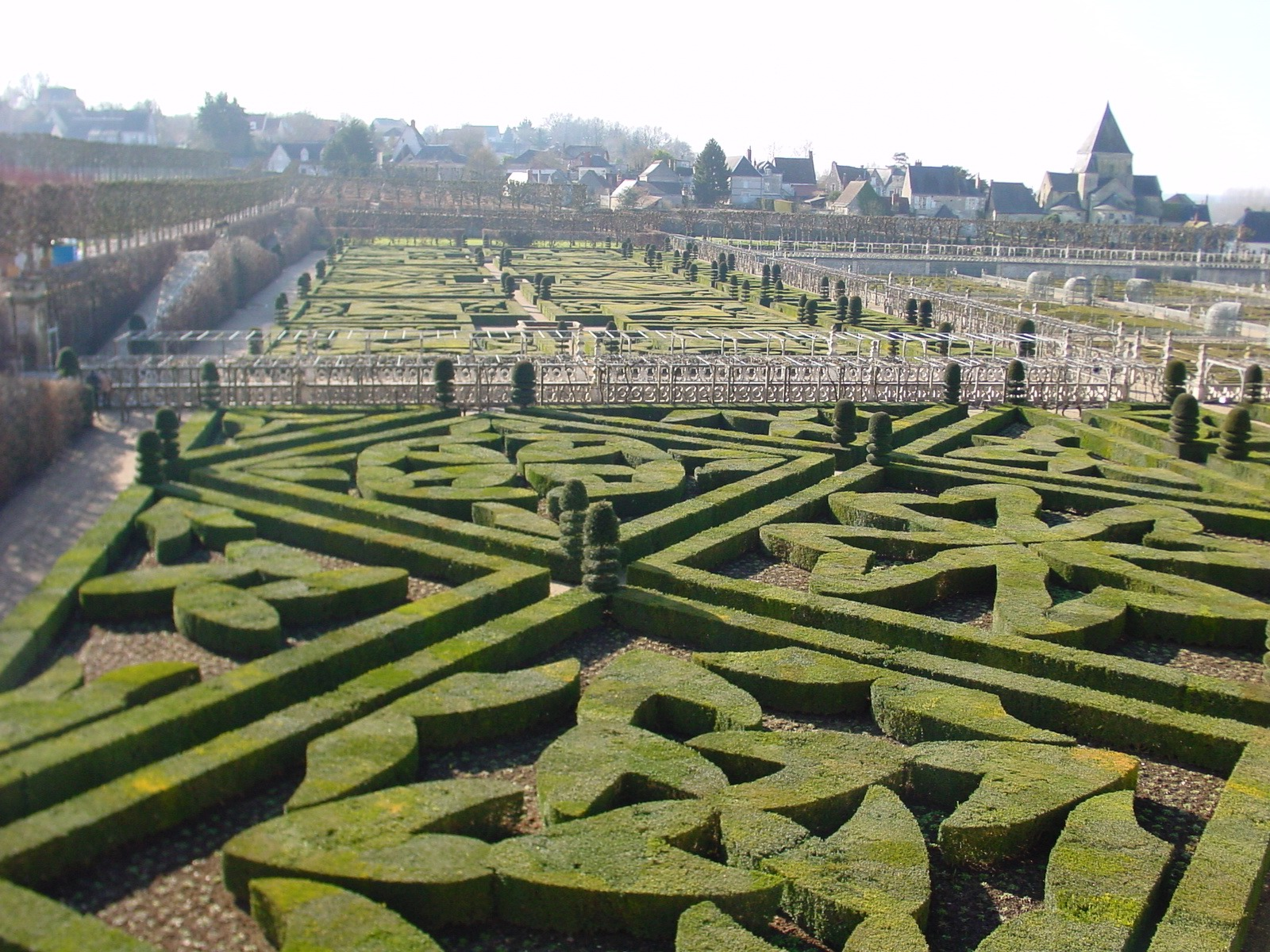
Jardín geométrico a la francesa, castillo de Vilandry.

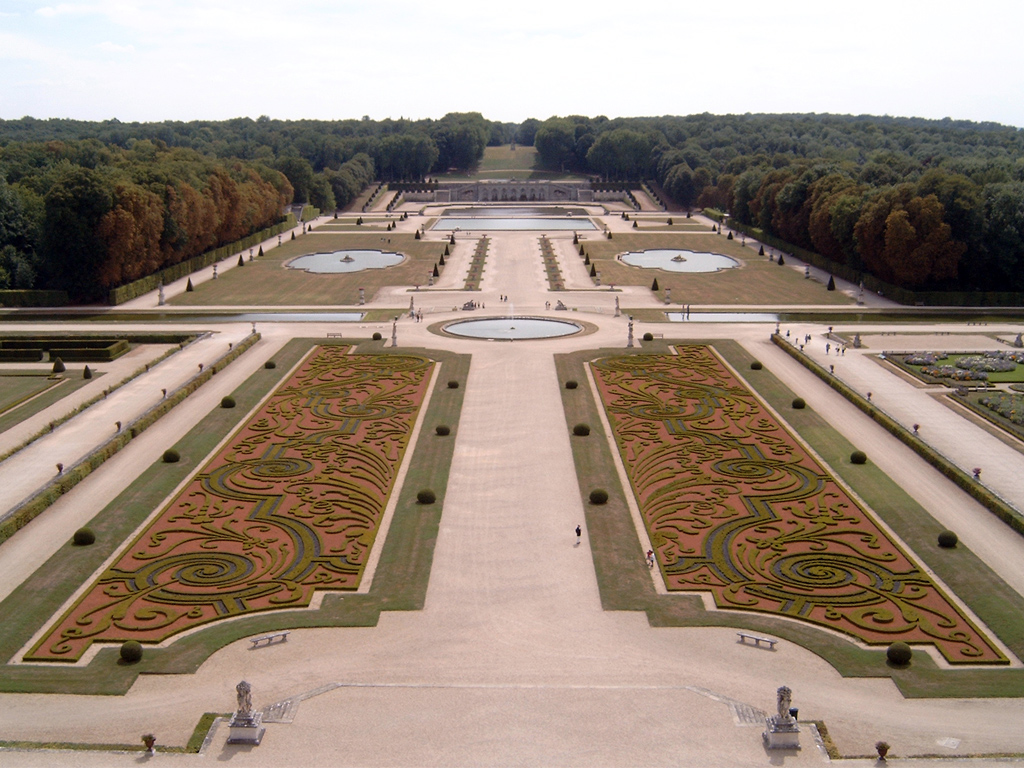
Vaux-le-Vicomte.

Perteneciente a una familia de jardineros, convivió con los jardines y la jardinería desde la infancia. Su padre y su abuelo fueron los responsables de los jardines de las Tullerías. Su padrino fue supervisor de jardines y el marido de su madrina Claude Mollet, fue un ilustre jardinero. 

### Un adolescente estudioso
Se interesó, en la adolescencia, por diversos temas en los que se formó para su futuro cometido como jardinero del rey. Estudió matemáticas, pintura y arquitectura. Entró en la escuela de Simon Vouet, pintor del rey Luis XIII y aprendió el arte del clasicismo y las perspectivas, trabó amistad con Charles Le Brun. François Mansart le permitió estudiar arquitectura durante varios años.
Hacia los cuarenta años decidió hacerse jardinero pertrechado con todos los conocimientos adquiridos durante sus experiencias artísticas precedentes y responsable

### Los comienzos como jardinero
André Le Nôtre empezó su trabajo con el proyecto de los jardines del palacio de Vaux-le-Vicomte, iniciado por Nicolás Fouquet. Trabajo en coordinación con Luis Le Vau y Charles Le Brun. Esta obra le convirtió en un ilustre jardinero mundial.
Tras el arresto de Fouquet en 1661, Luis XIV encargó a Le Nôtre la rehabilitación de los jardines de Versalles. Le Nôtre  diseñó y realizó entonces numerosos proyectos en toda Francia.

### Colaboraciones notables
En paralelo con la rehabilitación de los jardines, el desarrollo urbano de Versalles se inició también en 1661, coincidiendo con la ampliación del palacio real a cargo de Luis Le Vau (1612-1670). Los jardines, que ya estaban bajo la supervisión de Le Nôtre, fueron un elemento clave del proyecto. 
Le Nôtre supervisó las obras de los jardines durante más de treinta años, y el proyecto total de Versalles puede considerarse el resultado de las colaboraciones de Le Vau, Le Nôtre y Hardouin-Mansart, quienes contribuyeron con su visión para crear este conjunto monumental.

### Su aporte en la creación de los Jardines Franceses
Las innovaciones que Le Nôtre introdujo en Versalles se basan en ideas fundamentales de la arquitectura de jardines, campo en el que fue considerado un gran pionero. 
A pesar de la diversidad de sus jardines, todos siguen unos principios elementales. El principal es el eje longitudinal, que guía al visitante hacia una experiencia de espacio infinito. En torno a este eje, Le Nôtre organiza los demás elementos: el palacio que divide el recorrido en dos mitades, la transición desde el mundo urbano hacia la naturaleza, pasando por diferentes grados de domesticación y civilización, como los parterres y bosquecillos. Ejes transversales y esquemas radiales complementan este diseño, creando una sensación de apertura en todo el sistema.

### El final de su vida
Le Nôtre intervino en infinidad de proyectos por todo París y otros lugares, enseñando y dirigiendo a muchos aprendices.
En 1678, visitó Italia y volvió con muchas ideas que, enseguida, puso en práctica.
Le Nôtre murió a los 87 años, en septiembre de 1700. Dejó tras de sí numerosos jardines diseñados a la francesa, reconocibles por sus perspectivas y sus geometrías perfectas, conocidos y famosos en todo el mundo.

## Cronología
- 1613: Nació André Le Nòtre en París, hijo de Jean Le Nôtre, jardinero del rey en las Tullerías.
- 1635: Fue nombrado primer jardinero del duque de Orleans.
- 1637: Sucedió a su padre como jardinero de las Tullerías.
- 1640: Se casó con Françoise Langlois.
- 1643: Fue nombrado diseñador de plantas y terrazas de Ana de Austria
- 1645-1646: modernizó los jardines del palacio Real de Fontainebleau.
- 1656-1661: creó los jardines del palacio de Vaux-le-Vicomte por encargo de Nicolás Fouquet.
- 1657: fue nombrado controlador general de los Edificios del rey.
- 1662: diseñó los jardines de Greenwich para Carlos II de Inglaterra.
- 1661-1687: se consagró a los jardines del palacio de Versalles.
- 1662-1684: Le Nôtre transformó, para el Gran Condé, los jardines del palacio de Chantilly.
- 1663-1672: renovó los jardines del palacio de Saint-Germain-en-Laye.
- 1665-1673: preparó y cuidó los jardines del castillo de Saint-Cloud para Felipe de Orleans.
- 1666-1672: Colbert encargó a Le Nôtre el embellecimiento de los jardines de las Tullerías.
- 1667: prolongó la perspectiva de las Tullerías: fue el nacimiento de la avenida de los Campos Elíseos.
- 1670-1683: Colbert encargó a Le Nôtre la reforma de los jardines de su palacio de Sceaux.
- 1670: concibió el proyectó para el palacio de Racconigi en Italia.
- 1674-1698: rehízo los jardines de Venaria Reale en Italia.
- 1675: Le Nôtre fue ennoblecido por el rey.
- 1679-1691: intervino en la reforma de los jardines del Château de Meudon para Louvois.
- 1692: Le Nôtre participó en la realización de los jardines del palacio de Marly, última residencia del rey Luis XIV.
- 1693: dejó de trabajar y ofreció sus más bellas obras de arte al rey.
- 1694: envió sus instrucciones, por carta, para los palacio de Charlottenburg y castillo Wilhelmshöhe, Kassel, en Alemania.
- 1698: envió a Guillermo III de Inglaterra los planos para el castillo de Windsor.
- 1700: Le Nôtre murió en París. Está enterrado en la iglesia de San Roque.

## Principales jardines de Le Nôtre
- jardines del palacio de Versalles.
- jardines del palacio de Vaux-le-Vicomte.
- jardines del  castillo de Saint-Germain-en-Laye.
- jardines del palacio de Saint-Cloud (el palacio fue destruido, pero los jardines aún perduran).
- jardín de las Tullerías.
- parque de Sceaux.
- jardines del palacio Real de Fontainebleau.
- jardines del  castillo de Chantilly.
- jardines del castillo de Bercy en Charenton-le-Pont.
- jardines del palacio de Marly.
- jardines del palacio de Clagny.

## Avenidas
- Avenida del Castillo de Hauteville en Charchigné.